# Lycomysis platycauda
Lycomysis platycauda är en kräftdjursart som beskrevs av Pillai 1961. Lycomysis platycauda ingår i släktet Lycomysis och familjen Mysidae. Inga underarter finns listade i Catalogue of Life.